# ژنوسمیلوس
ژنوسمیلوس(نام علمی: Xenosmilus) نام یک سرده از زیرخانواده دندان‌خنجری‌ها است.